# کنستانتین (مجموعه تلویزیونی)
کنستانتین (به انگلیسی: Constantine) نام یک مجموعه تلویزیونی آمریکایی در مورد شخصیّت خیالی شرکت دی‌سی کامیکس، جان کنستانتین است که توسط دنیل سرون و دیوید اس. گویر برای شبکهٔ ان‌بی‌سی تهیه شده‌است؛ از سریال‌های دنیای مشترک کماندار به‌شمار می‌رود. فصل اوّل آن، از تاریخ ۲۴ اکتبر ۲۰۱۴، الی ۱۳ فوریه ۲۰۱۵، متشکل از ۱۳ قسمت پخش شد. در ۸ مه ۲۰۱۵، ان‌بی‌سی ساخت مجموعه را به علّت رتبه‌های پایین متوقّف کرد.
جان کنستانتین که یک جادوگر و احضار کننده ارواح ماهر است، پس از شکست در نجات دادن یک دختر در نیوکاسل، به تیمارستانی برای درمان می‌رود و متوجّه می‌شود که شیاطین در حال ورود به زمین هستند. برای دور کردن شیاطین از تیمارستان خارج می‌شود و با کمک فرشته‌ای به نام مانی برای دور کردن شیاطین تلاش می‌کند.